# Župančič
Župančič je redkejši slovenski priimek, ki ga je na dan 31. decembra 2007 uporabljalo 52 oseb, na dan 1. januarja 2011 49 oseb, na dan 1. januarja 2024 pa 38 oseb, s čimer je 9.183. najbolj pogost priimek v Sloveniji.
Priimek je nastal, ko si je Oton Župančič spremenil priimek, ker je bil zanj zaradi družbenega statusa njegov prejšnji priimek Zupančič, ki označuje malega kmeta, premalo ugleden.

## Znani nosilci priimka
- Alenka Župančič (* 1946), biologinja, publicistka, vnukinja Otona Župančiča
- Ani Župančič (1891—1967), učiteljica, žena Otona Župančiča
- Andrej O. Župančič (1916—2007), medicinec patofiziolog, univerzitetni profesor, akademik; sin Otona Župančiča
- Boris Župančič (1915—1980), nogometaš in tener
- Ivo Župančič, klarinetist, zabavni glabsenik
- Jasna Župančič Kmet (1923—2010), zdravnica epidemiologinja, hči Otona Župančiča
- Jernej Župančič Regent (* 1980), kajakaš, sin arheologa Mateja Župančiča
- Jože Župančič (1900—1970), publicist, urednik, domoznanec, zbiralec starin
- Krista Župančič Nikolić (1884—1942), slovensko-hrvaška baletna plesalka
- Marija Župančič (1922—?), zborovodkinja
- Marko Župančič (1914—2007), arhitekt, sin Otona Župančiča
- Matej Župančič (* 1943), arheolog, sin Marka Župančiča
- Oton Župančič (1878—1949), pesnik, dramatik, prevajalec, urednik in akademik
- Uroš Župančič (1911—1992), alpinist, gorski vodnik in reševalec
- Vatroslav Župančič (1816—1898), slikar, kipar in rezbar avtodidakt (na Hrvaškem)